# Copadichromis
Copadichromis (von griechisch kopadi = „Schule (von Fischen)“, und Chromis, eine Gattung der Riffbarsche) ist eine Gattung ostafrikanischer Buntbarsche, die endemisch im Malawisee, im oberen Shire und im Malombesee vorkommt. Zusammen mit den sechs Arten der Gattung Mchenga bildet Copadichromis die Cichliden-Gruppe der Utaka, die nicht unmittelbar an den Küsten, sondern in großen Schwärmen im freien Wasser leben und eine wichtige Rolle in der Fischerei spielen.

## Merkmale
Je nach Art kann Copadichromis zwischen 9 und 19 Zentimeter lang werden. Der Körper ist schlank und seitlich deutlich abgeflacht. Die Schwanzflosse ist relativ groß und meist leicht eingebuchtet. Außerhalb der Fortpflanzungszeit sind die Tiere meist silbriggrau gefärbt. Charakteristisch für die Gattung ist das kleine Maul, das an den Fang von kleiner Beute (Zooplankton) angepasst ist. Dabei wird das Maul ruckartig röhrenförmig vorgestülpt und so ein Unterdruck erzeugt, der die Beute einsaugt.

## Lebensweise
Utaka wie Copadichromis sind nicht wie Mbuna an Felsbiotope gebunden, sondern leben in teilweise sehr großen, mehrere tausend Individuen und auch verschiedene Arten umfassenden Schwärmen im freien Wasser, aber nahe der felsigen Küste oder über Sandböden. Sie ernähren sich von kleinen planktonischen Krebstieren, die sie gegen die Strömung schwimmend und mit ihren großen Augen fixierend mit ihrem  vorgestreckten Maul aufschnappen. Wie fast alle Buntbarsche des Malawisee sind die Copadichromis-Arten Maulbrüter. Zur Fortpflanzungszeit ziehen fast alle Arten in Ufernähe und die Männchen werden über Sandböden standorttreu, zeigen eine leuchtende Brutfärbung und errichten Sandmulden in die abgelaicht wird. Anschließend nehmen die Weibchen die Eier zur Brutpflege mit ihrem Maul auf. Da verschiedene Arten zur gleichen Zeit laichen, bilden sich nach dem Ende der Brutpflege große Schwärme gleich großer Jungfische, die ins freie Wasser ziehen.

## Arten
Bisher wurden 25 Arten beschrieben:

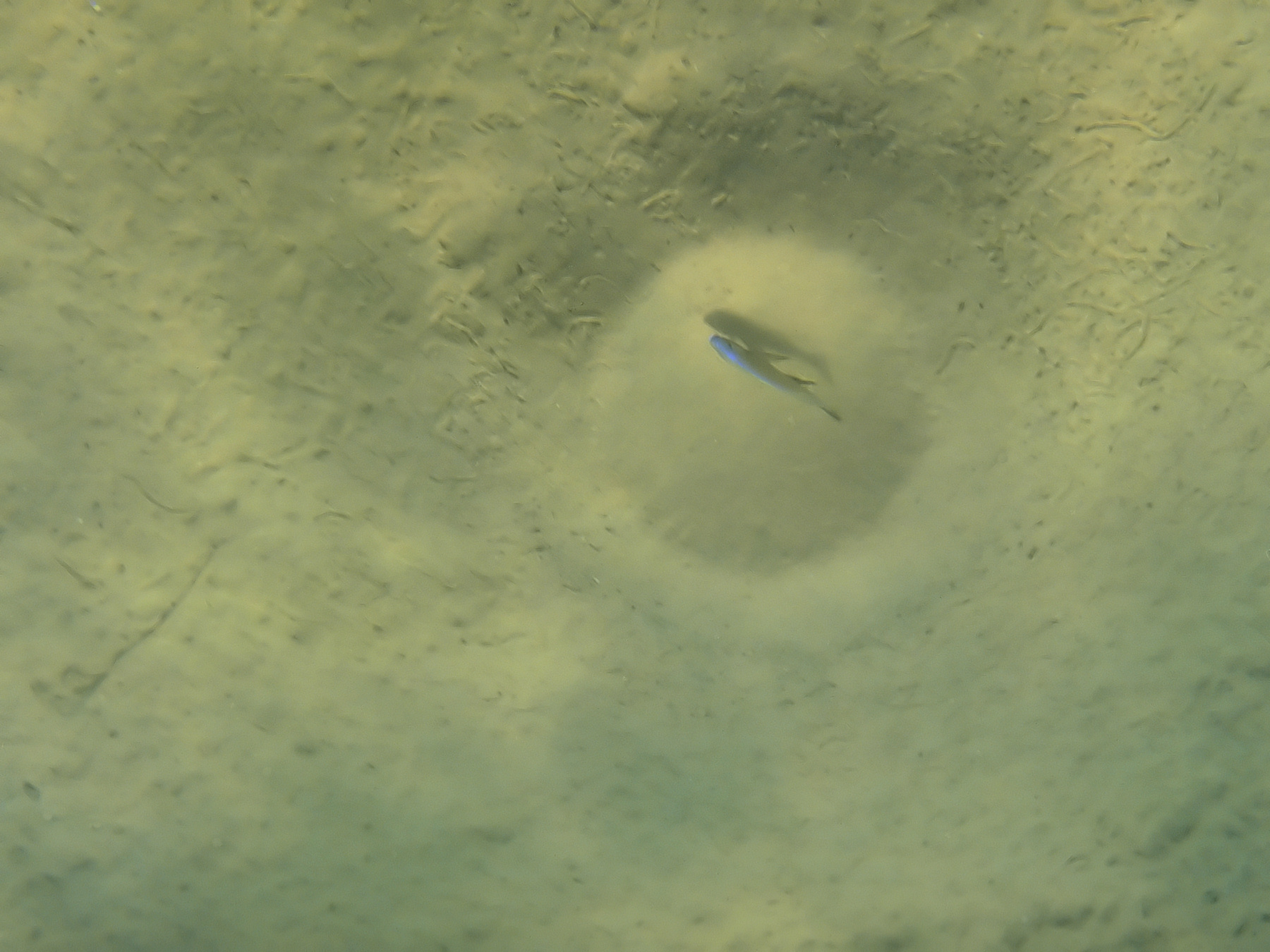
Ein Männchen von Copadichromis azureus wartet im Zentrum seines kraterähnlichen Sandnestes im Malawisee auf laichbereite Weibchen

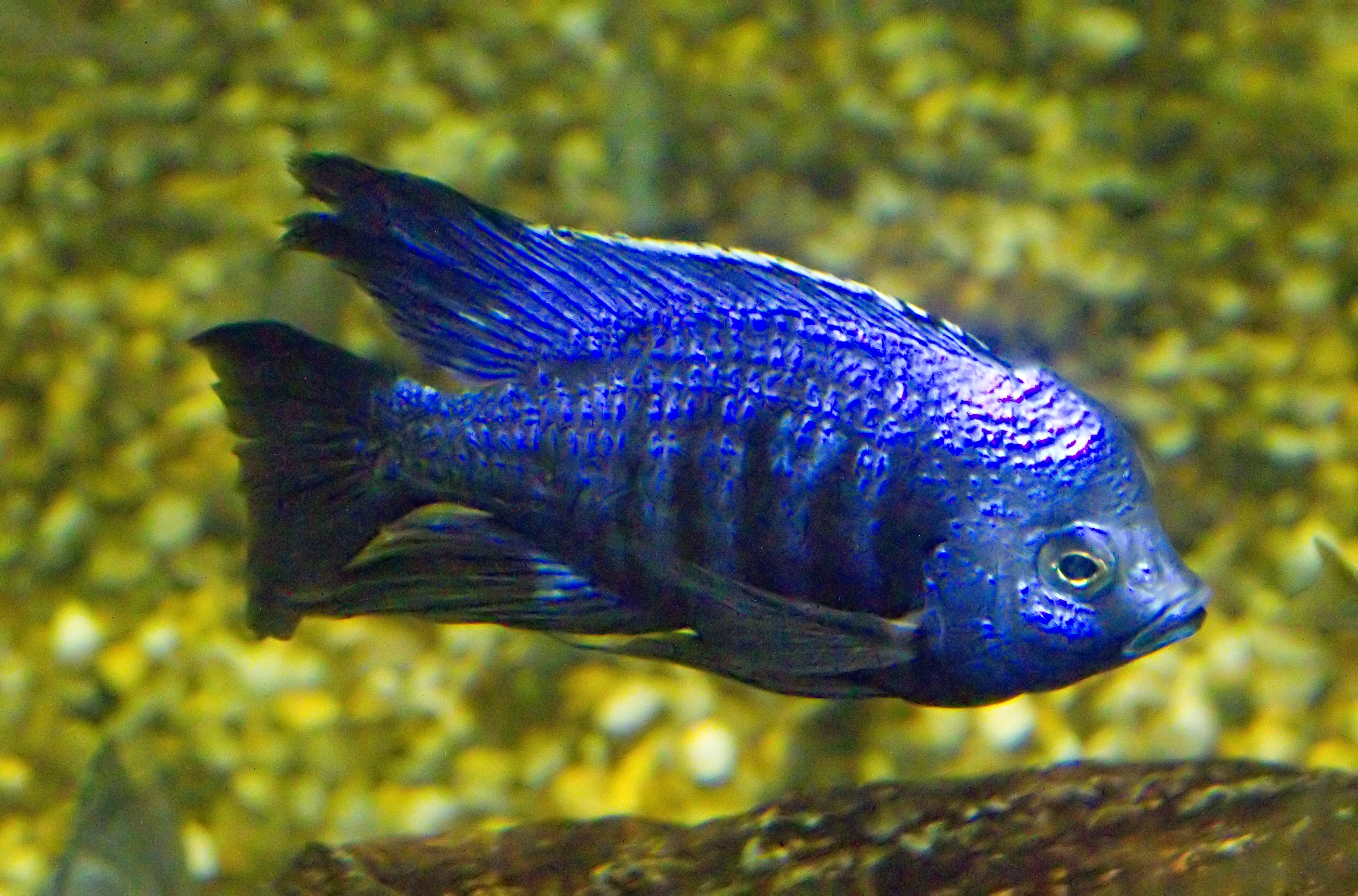
Copadichromis azureus, ♂

- Copadichromis atripinnis Stauffer & Sato, 2002
- Copadichromis azureus Konings, 1990
- Copadichromis boadzulu (Iles, 1960)
- Copadichromis borleyi (Iles, 1960)
- Copadichromis chizumuluensis Stauffer & Konings, 2006
- Copadichromis chrysonotus (Boulenger, 1908)
- Copadichromis cyaneus (Trewavas, 1935)
- Copadichromis cyanocephalus Stauffer & Konings, 2006
- Copadichromis diplostigma Stauffer & Konings, 2006
- Copadichromis geertsi Konings, 1999
- Copadichromis ilesi Konings, 1999
- Copadichromis insularis Stauffer & Konings, 2006
- Copadichromis jacksoni (Iles, 1960)
- Copadichromis likomae (Iles, 1960)
- Copadichromis mbenjii Konings, 1990
- Copadichromis melas Stauffer & Konings, 2006
- Copadichromis mloto (Iles, 1960)
- Copadichromis nkatae (Iles, 1960)
- Copadichromis parvus Stauffer & Konings, 2006
- Copadichromis pleurostigma (Trewavas, 1935)
- Copadichromis pleurostigmoides (Iles, 1960)
- Copadichromis prostoma (Trewavas, 1935)
- Copadichromis quadrimaculatus (Regan, 1922) (Typusart)
- Copadichromis trewavasae Konings, 1999
- Copadichromis trimaculatus (Iles, 1960)
- Copadichromis verduyni Konings, 1990
- Copadichromis virginalis (Iles, 1960)